# Papradenská dolina
Papradenská dolina (slovensky Papradnianska dolina) je údolí pod pohořím Javorníky v okrese Považská Bystrica (Trenčínský kraj). Teče ní a vytvořila ji říčka Papradnianka. V údolí se nacházejí obce (seřazené sestupně) Papradno, Brvnište, Stupné a Jasenica. Údolí končí v městské části Považské Bystrice Podvažie, kde se vlévá Papradnianka do Váhu.